# ناتالی توزیا
 ناتالی توزیا (فرانسوی: Nathalie Tauziat‎؛ زاده ۱۷ اکتبر ۱۹۶۷) یک تنیس‌باز اهل فرانسه است. 